# Yámana

Denkmal der Yámana in Ushuaia

Verteilung der Ureinwohner im südlichen Patagonien

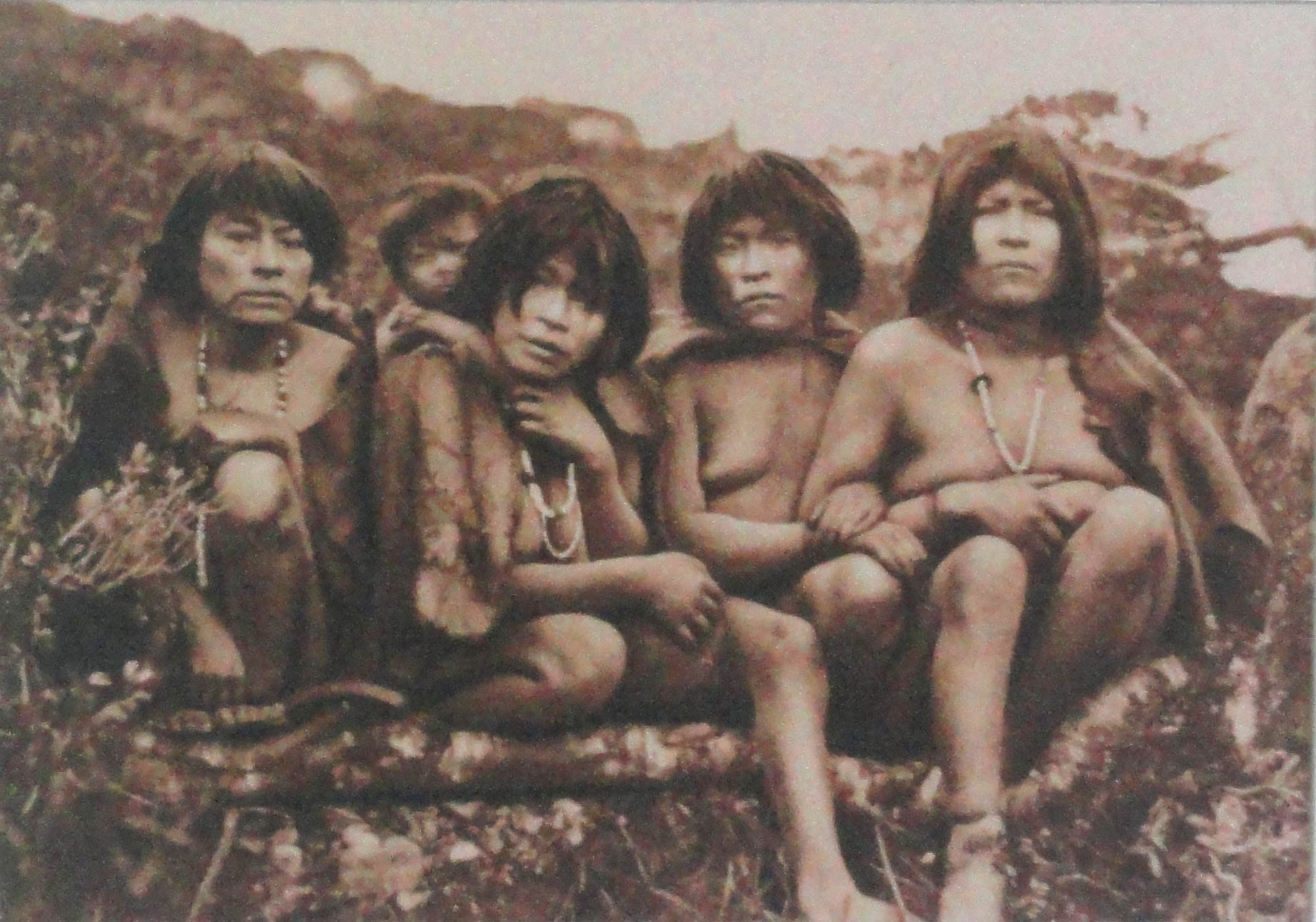
Gruppe von Yámana um 1882

Die Yámana (auch: Yagan oder Yaghan, so die von den lebenden Nachfahren selbst bevorzugte, weil geschlechtsneutrale Bezeichnung) war eine der vier ethnischen Gruppen, die bis Anfang des 20. Jahrhunderts als Wassernomaden auf Feuerland siedelten. Ebenso wie die anderen Ureinwohner Feuerlands, die Haush, Selk’nam und Kawesqar (Halakwúlup), die allesamt zu den Patagoniern gerechnet werden, wurden sie im Zuge der Besiedelung durch weiße Siedler bereits Anfang des 20. Jahrhunderts fast vollständig ausgerottet.

## Traditionelle Religion
Die Yamana glaubten an ein höchstes Wesen, das allerdings kein Schöpfer war, aber den Menschen, Pflanzen und Tieren das Leben geschenkt hatte (→ Kulturheros), und sie beteten diesen Hochgott Vatauineva („der Alte, Unveränderliche, Ewige“) bzw. Temaukl an. Als Herr über Leben und Tod stand er über allen Geistern und bestrafte Missetaten, meist mit einem frühen Tod. Sie beteten daher ständig zu ihm, Opfer waren aber unbekannt. Zentral war bei ihnen die Initiation der Jugendlichen. Sie kannten zudem zwei Zwillingspaare als Kulturbringer. Auch der Glaube an Naturgeister war weit verbreitet. Die Jenseitsvorstellungen sind unklar. Leichen wurden meist verbrannt.

## Geschichte
Die Yámana siedelten als Seenomaden entlang des Beagle-Kanals und der benachbarten Kanäle von der Halbinsel Brecknock bis zu den Wollaston-Inseln bei Kap Hoorn. Ähnlich wie bei der weiter westlich lebenden anderen Wassernomadenethnie, den Kawesqar, war auch für sie das Kanu Lebensmittelpunkt: in ihnen transportierten die Familien ihren gesamten Besitz, ebenso wurde eine Feuerstelle von einem Rastplatz zum anderen mitgenommen. Diese Kanus wurden aus der Rinde des Lenga-Baums (Nothofagus pumilio) hergestellt. Wenn sie an Land lagerten, lebten die Yámana in niedrigen Hütten, die aus Baumästen gefertigt wurden. Im Osten des Siedlungsgebietes wurde vorwiegend eine kegelförmige Hütte errichtet, im Westen beobachtete Gusinde vor allem kuppelförmige Hütten (vgl. Gusinde 1937, 371–377). Je nach Jahreszeit änderten diese Hütten aufgrund der unterschiedlichen Witterung ihre Form. Über Jahrhunderte lagerten die Yámana an bevorzugten Lagerplätzen, die von Bergen aufgebrochener Muscheln umgeben waren. Während die Männer für die Jagd verantwortlich waren, tauchten die Frauen im eiskalten Wasser nach Muscheln und Krebsen.

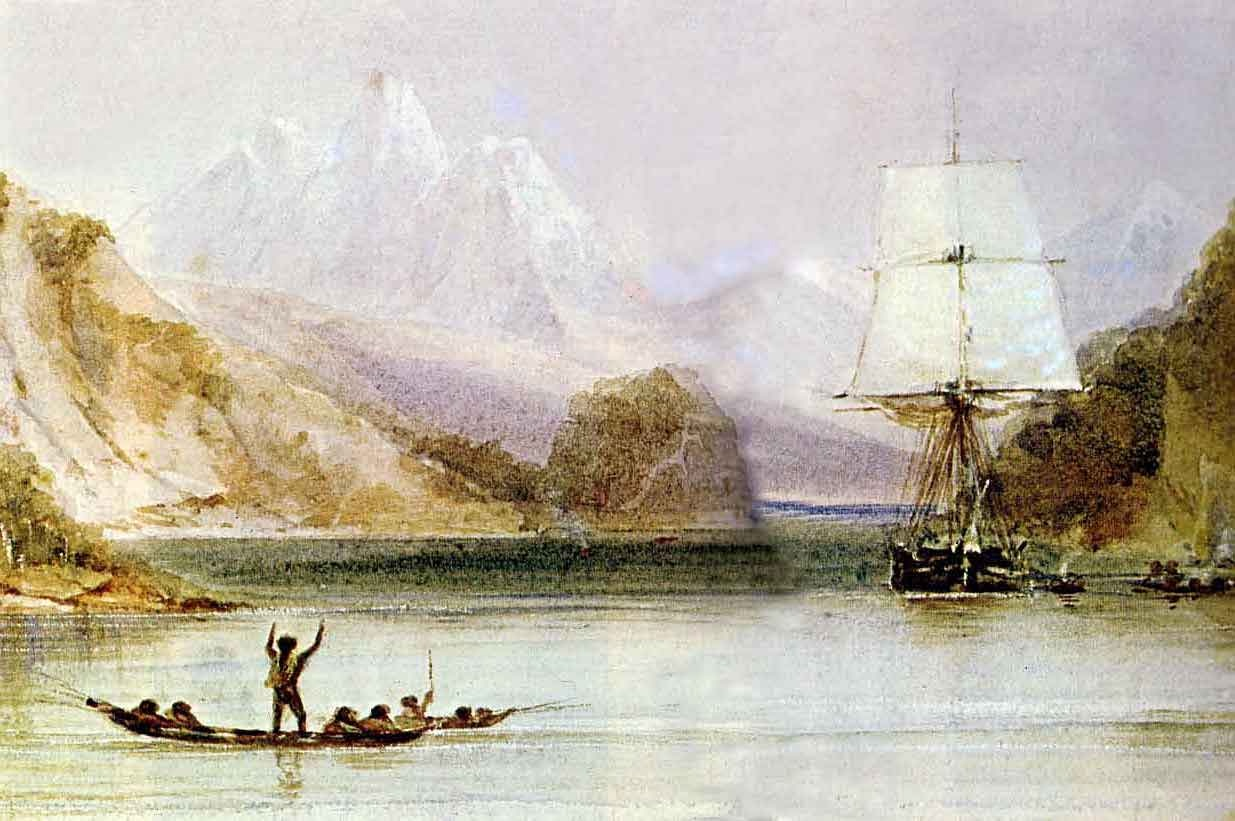
Ureinwohner von Feuerland begrüßen 1832 den Segler Beagle mit Charles Darwin an Bord

Die ersten Europäer, die den Yámana begegneten, waren die Seeleute einer holländischen Expedition, die 1624 in der Nähe von Kap Hoorn auftauchte, aber erst mit dem Aufkommen der Schnellsegler und der Waljagd Ende des 18. Jahrhunderts kam es zu regelmäßigen Kontakten zwischen den Europäern und den Yámana. In Europa bekannt wurden jene vier Yámana, die im Zuge der Expedition von Parker King und Robert FitzRoy in der ersten Hälfte des 19. Jahrhunderts nach England verschleppt wurden, als Jemmy Button, Fuegia Basket, Boat Memory und York Minster.
Erst in der zweiten Hälfte des 19. Jahrhunderts kam es zu regelmäßigen Kontakten, etwa durch die Missionierungsbemühungen der South American Missionary Society. Bei Ankunft der ersten Siedler um 1884 brach allerdings eine Masernepidemie aus, die fast die Hälfte der insgesamt auf 1000 Personen geschätzten Yámana tötete. Ebenso trug die den Indianern durch Missionare vor allem der South American Missionary Society, ab 1887 auch der Ordensgemeinschaft der Salesianer Don Boscos überlassene Kleidung, zur Ausbreitung der Epidemie bei. Die nunmehr forcierte sesshafte Lebensweise und der Wechsel der Ernährungsweise (von vorrangig tierischen Fetten zu pflanzlichen Produkten) verschärfte den schlechten Gesundheitszustand der Überlebenden (Skrofulose, Lungenentzündung und Tuberkulose). Um 1911 lebten deshalb nur noch rund 100 Yámana.
Sie siedelten sich Anfang des 20. Jahrhunderts in der Bucht von Mejillones an. Dort wurden sie von der chilenischen Regierung mit Gründung der Militärstation und Ortschaft Puerto Williams 1953 zur Übersiedlung nach Ukika, östlich von Puerto Williams angehalten. Der Friedhof von Mejillones ist als Kulturerbe deklariert worden. Bestattungen sind dort untersagt. Ihre Lebensgrundlage blieb weiterhin der Fischfang und das Fischen von Königskrabben. Die letzte Yámana, Rosa Yagan Yagan, die noch relativ stark den ursprünglichen Lebensstil pflegte, starb 1983. 1985 gab es noch acht Yámana.
Heute leben noch Nachkommen von fünf verschiedenen Stammesmüttern und -vätern in Ukika bzw. Puerto Williams, die aber durch Heirat mit Leuten verschiedener kultureller Herkunft verbunden sind.

## Yaghan-Sprache
Das Yaghan, auch Háusi Kúta, ist eine der indigenen Sprachen Feuerlands. Sie wurde von den Yagán gesprochen. Sie zählt zu den isolierten Sprachen, obgleich einige Linguisten versucht haben, sie mit Kawesqar und Chon in Verbindung zu bringen. Yaghan wurde bis Ende des 19. Jahrhunderts auch in einer Missionssiedlung auf Keppel Island auf den Falklandinseln gesprochen.
Die letzte Muttersprachlerin der Yaghan-Sprache, Cristina Calderón, starb am 16. Februar 2022 im Alter von 93 Jahren. Die Sprache beherrscht in eingeschränktem Umfang noch ihre Tochter Patricio Chiguay Calderón.
Das Guinness-Buch der Rekorde führt das Yaghan-Wort mamihlapinatapai (dt.: „das Austauschen eines Blickes zwischen zwei Personen, von denen jeder wünschte, der andere würde etwas initiieren, was beide begehren, aber keiner bereit ist, zu tun“) als das „prägnanteste Wort“ und als eines der am schwierigsten zu übersetzenden.

## Dezimierung der Yámana durch Krankheiten
Mit der – von den Falklandinseln ausgehenden – Missionierung der Region ab Mitte des 19. Jahrhunderts durch katholische und anglikanische Missionsstationen wurden die Yámana Opfer von Infektionskrankheiten, die vor allem durch Krankheitskeime ausgelöst wurden, die über gespendete Kleidung verbreitet wurden. Tuberkulose zählte zu den häufigen Krankheiten, die bis hinein ins 20. Jahrhundert Menschen dahinraffte.
Chatwin zeigte auf, wie stark die Bevölkerung der Yámana dezimiert wurde:
| Jahr      | 1834 | 1880 | 1888 | 1889 | 1908 | 1924 |
| --------- | ---- | ---- | ---- | ---- | ---- | ---- |
| Einwohner | 3000 | 1200 | 800  | 400  | 170  | 50   |